# Timm Ulrichs

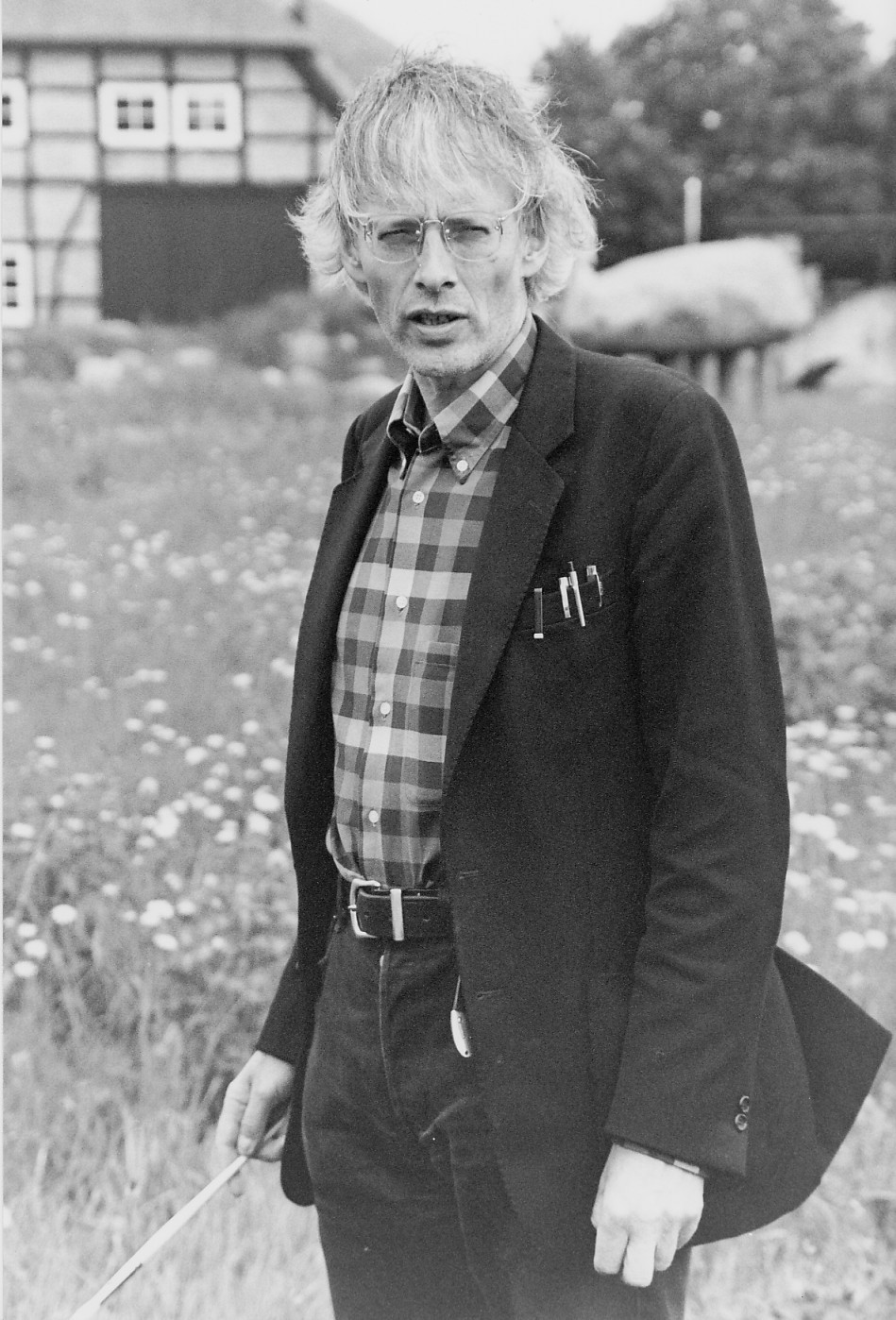
Timm Ulrichs, 1997

Timm Ulrichs (* 31. März 1940 in Berlin) ist ein deutscher Künstler und emeritierter Professor für Bildhauerei und Totalkunst.

## Biographie
Timm Ulrichs verlebte die frühe Kindheit in Bremen. Die Mutter war Stenotypistin und der Vater, der in Südafrika geboren war und eine englische Mutter hatte, technischer Zeichner. Die Familie wurde 1943/44 nach Prenzlau evakuiert. Beim Einmarsch der Roten Armee floh die Familie dann in die amerikanische Zone. Die Mutter und vier Kinder schafften es bis ins Oldenburger Land, in die Nähe von Wildeshausen. In der Nähe von Dötlingen erlebten sie das Kriegsende mit. 1954 zog die Familie nach Bremen, wo Ulrichs 1959 das Abitur ablegte. Er begann anschließend ein Architekturstudium an der Technischen Hochschule Hannover, das er 1966 nach dem Vordiplom abbrach. Er war zunächst als freier Künstler aktiv, jobbte als Eisverkäufer und Tellerwäscher.
1961 gründete Ulrichs eine Werbezentrale für Totalkunst & Banalismus mit „Zimmer-Galerie & Zimmer-Theater“. 1969 kam eine „Kunstpraxis (Sprechstunden nach Vereinbarung)“ dazu. Da er mit Galeristen nicht zurechtkam, verkaufte er Plakate, Postkarten, Flugblätter und Drucksachen selbst. 1968 bezeichnete er sich selbst als „zu Unrecht verkanntes Genie aus Hannover“. „Künstler wird man durch Entschluss, nicht durch Talent“, bekannte Ulrichs am 6. September 1985 gegenüber dem Zeit Magazin.
Seit 1959 ist er gemäß eigener Bezeichnung als Totalkünstler aktiv. In diesem Jahr gründete Ulrichs die Werbezentrale für Totalkunst, Banalismus und Extemporismus in Hannover, die zur Verbreitung, Entwicklung und Produktion von Totalkunst dienen sollte. Weiterhin erklärte er sich 1961 zum „ersten lebenden Kunstwerk“ und organisierte 1966 eine öffentliche Selbstausstellung bei Galerie Patio in Frankfurt am Main. Ulrichs war von 1969 bis 1970 Gastprofessor an der Hochschule für Bildende Künste Braunschweig und von 1972 bis 2005 Professor für Bildhauerei und Totalkunst an der Kunstakademie Münster.
Seine erste Totalkunst-Retrospektive fand 1970 in Krefeld statt, sieben Jahre später war er Teilnehmer der Documenta 6 in Kassel. Große Einzelschauen fanden 1980 in Lüdenscheid, 1991 in Madrid und Recklinghausen, 2001 in Antwerpen (Plastik und Skulpturen) sowie 2002 in Hannover (Druckgrafik) statt.
Vom 28. November 2010 bis zum 13. Februar 2011 widmeten das Sprengel Museum und der Kunstverein Hannover „dem Pionier der Konzeptkunst und selbst ernannten «Totalkünstler» Timm Ulrichs“ eine große Retrospektive unter dem Titel Betreten der Ausstellung Verboten.
Im Januar 2020 wurde Ulrichs für sein Lebenswerk mit dem Käthe-Kollwitz-Preis geehrt. Unter dem Titel „Weiter im Text“ präsentierte die begleitende Ausstellung in der Akademie der Künste „einen viel zu kleinen Ausschnitt“ seines Œuvres. Eine weitere Ausstellung im März im Haus am Lützowplatz unter dem Motto „Ich, Gott und die Welt“ sollte in 100 Tagen um je eine Arbeit wachsen und so einen wirklichen Überblick über sein Werk vermitteln.
Zu Ulrichs Werken zählt ein Ehering „in Form einer sogenannten «Musterbeutelklammer» zum Verschließen von Briefen“: 2008 heiratete Timm Ulrichs die in Berlin lebende Künstlerin Ursula Neugebauer.
2018 veröffentlichte der Filmemacher Ralf-Peter Post den Dokumentarfilm Der Totalkünstler (89 min), der im Mai 2018 im Sprengelmuseum in Hannover und im März 2020 in der Akademie der Künste in Berlin aufgeführt wurde.

## Werk

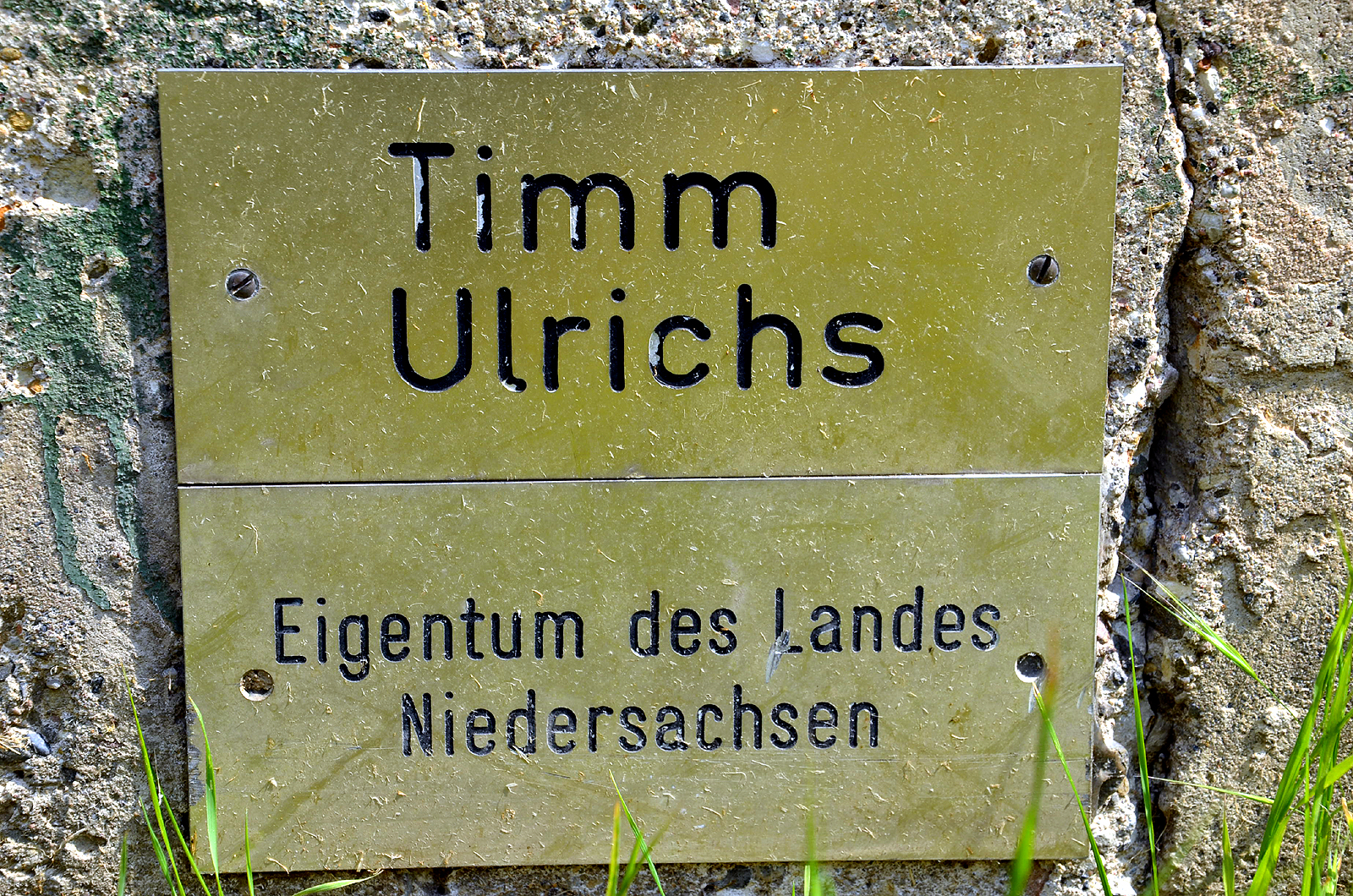
„Timm Ulrichs, Eigentum des Landes Niedersachsen“; Hinweistafel an der Bilderwand Bertramstraße

Ulrichs arbeitet interdisziplinär. Er ist ein Vertreter von Neodadaismus, Body Art und Konzeptkunst. Ebenfalls beschäftigt sich Ulrichs mit Druckgrafik, dem Künstlerbuch und Performance-Kunst. Bekannt ist er darüber hinaus durch seine Beschäftigung mit der Sprache. Ulrichs setzt Tautologien, Paradoxien und Mehrdeutigkeiten in der Sprache künstlerisch um – z. B.: „Am Anfang war das Wort am …“ – sowie verbale Begriffe, meist in Form von Plastiken oder Installationen.
Kontinuierlich hat Ulrichs auch Kunst im öffentlichen Raum betrieben. Große, oft themen- und standortbezogene Plastiken von Ulrichs sind zu sehen u. a. vor dem Magdeburger Hauptbahnhof (Erd-Achse), nahe der Münchner Allianz-Arena in Fröttmaning (Versunkenes Dorf), im Freilichtmuseum Middelheim in Antwerpen (Musterhäuser, Typ Bomarzo), in der Altstadt von Recklinghausen (Das Ganze und die Teile), in Bergkamen (Pyramide zum Mittelpunkt der Erde), in Mülheim/Ruhr-Styrum (Zwischen den Zeilen), in Sinsheim (Hausgeburt), vor der Galerie Nordhorn (Der Findling), in Essen etwa 150 m nordöstlich des Museum Folkwang (UMRAUM), am Museum Ritter, Waldenbuch, (Die Quadratur des Kreises, 2010) oder am Marktplatz Einbeck (von null bis unendlich).
Ab 1968 begann Ulrichs Installationen für eine Fotoserie unter dem Titel „Fotografieren verboten“, die er über mehrere Jahre fortführte.
Timm Ulrichs’ kritische Sicht auf den zeitgenössischen Kunstbetrieb führte bereits auf dem ersten Internationalen Kunstmarkt Köln (IKM) 1975 zu dessen Aktion Ich kann keine Kunst mehr sehen. Ulrichs persiflierte, mit Blindenstock und Armbinde auftretend, die nach seinen eigenen Worten „immer weiter um sich greifenden musealen Friedhöfe“. 1996 entstand der Gedenkstein für Wolfgang Borchert in Hamburg an der Außenalster nahe dem Literaturhaus Hamburg mit einem Text aus Borcherts „Generation ohne Abschied“.
2012 wurde Timm Ulrichs in die Stiftung für Konkrete Kunst und Design Ingolstadt aufgenommen.

## Werkauswahl

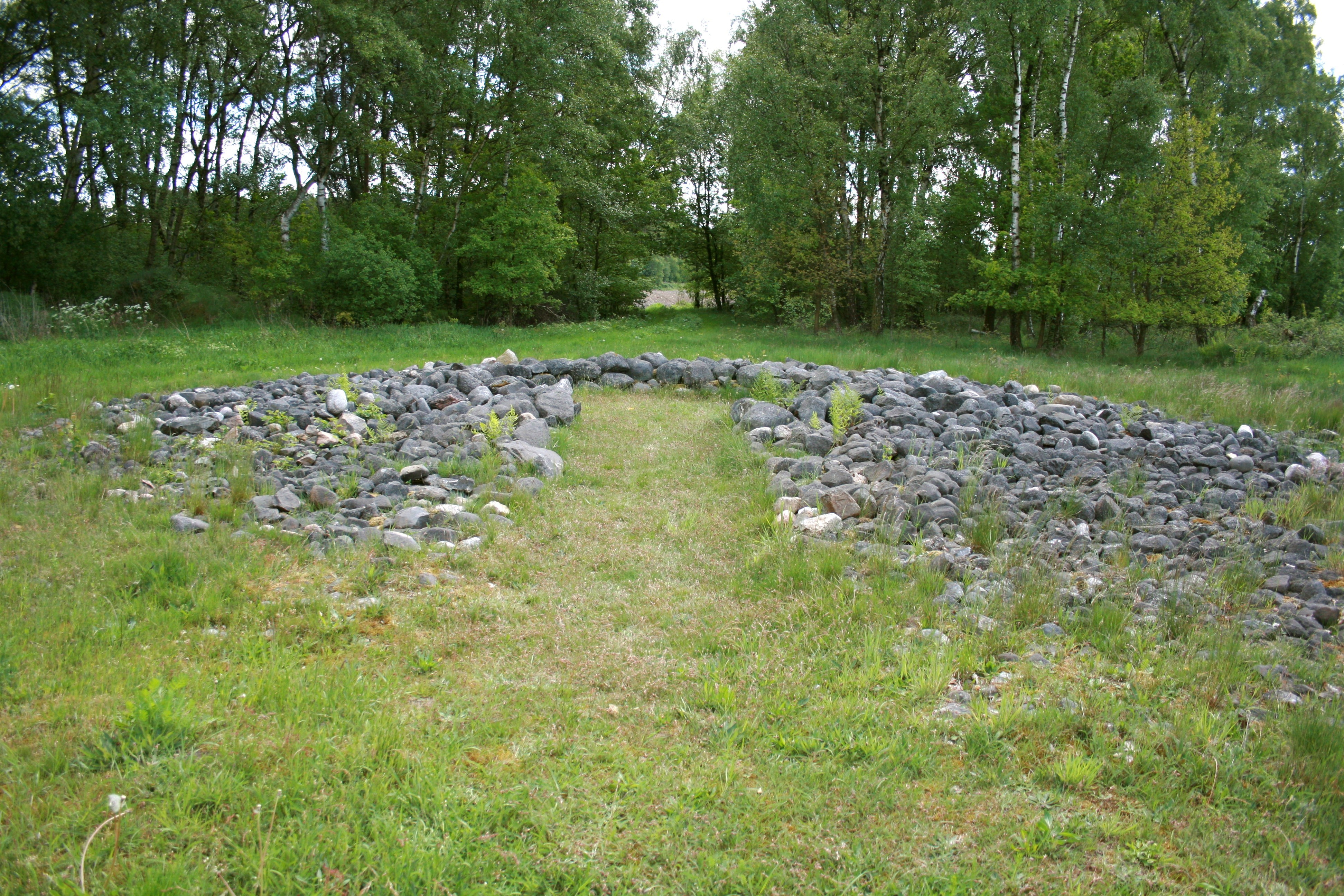
Egozentrischer Steinkreis (1977/78)
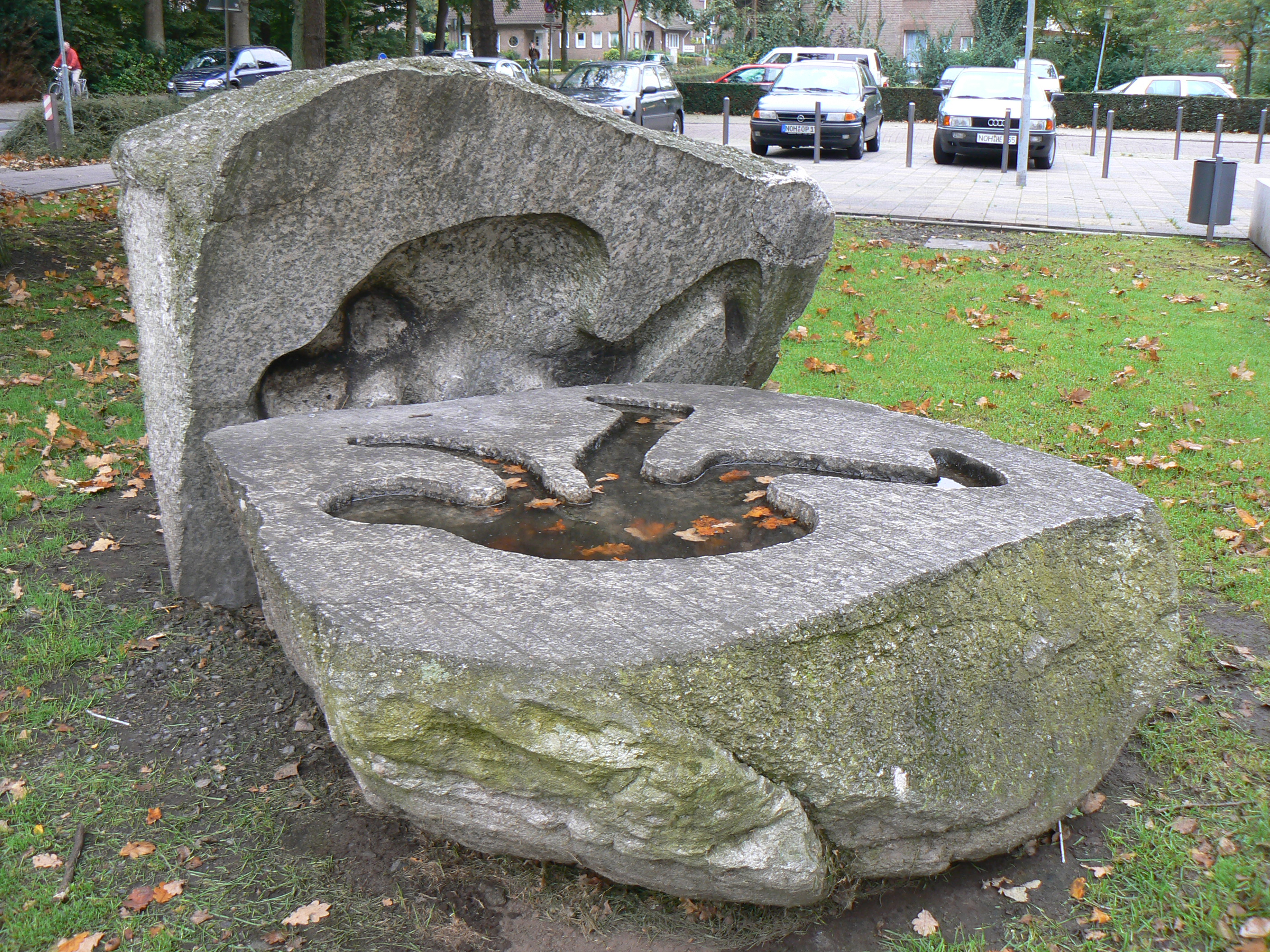
Findling (1978/80)
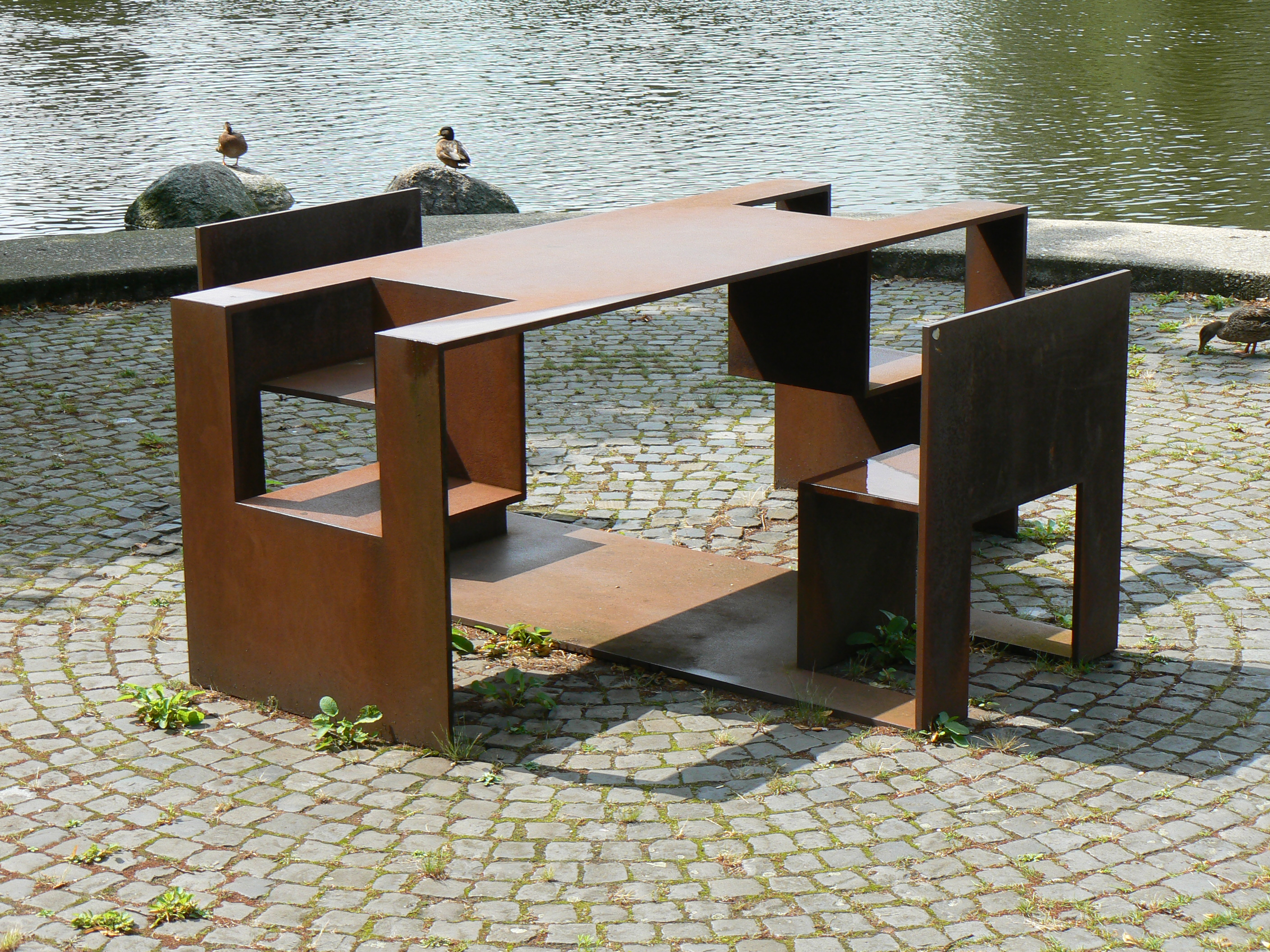
So und so (1988/89)
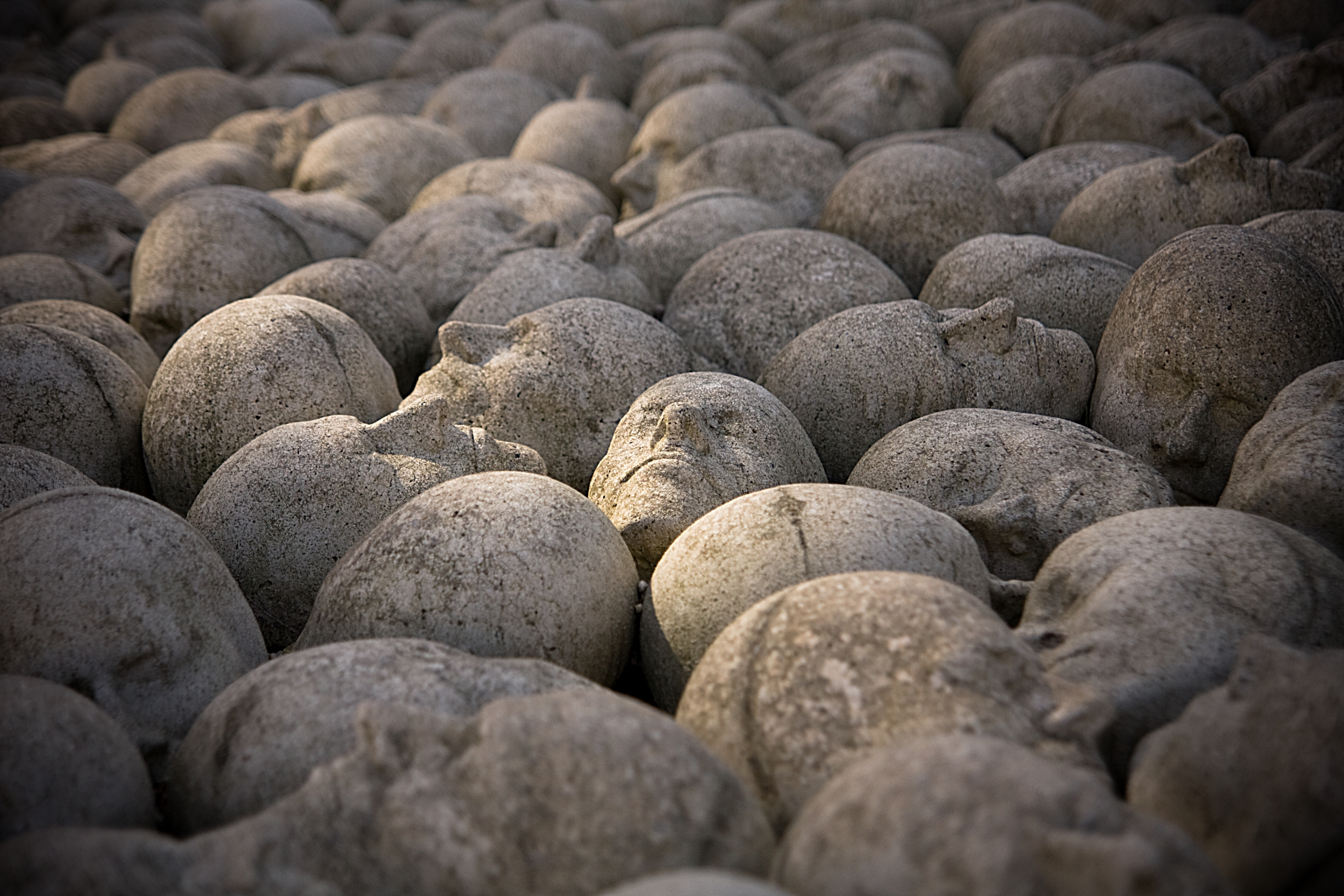
Kopf-Stein Pflaster (1980/94)
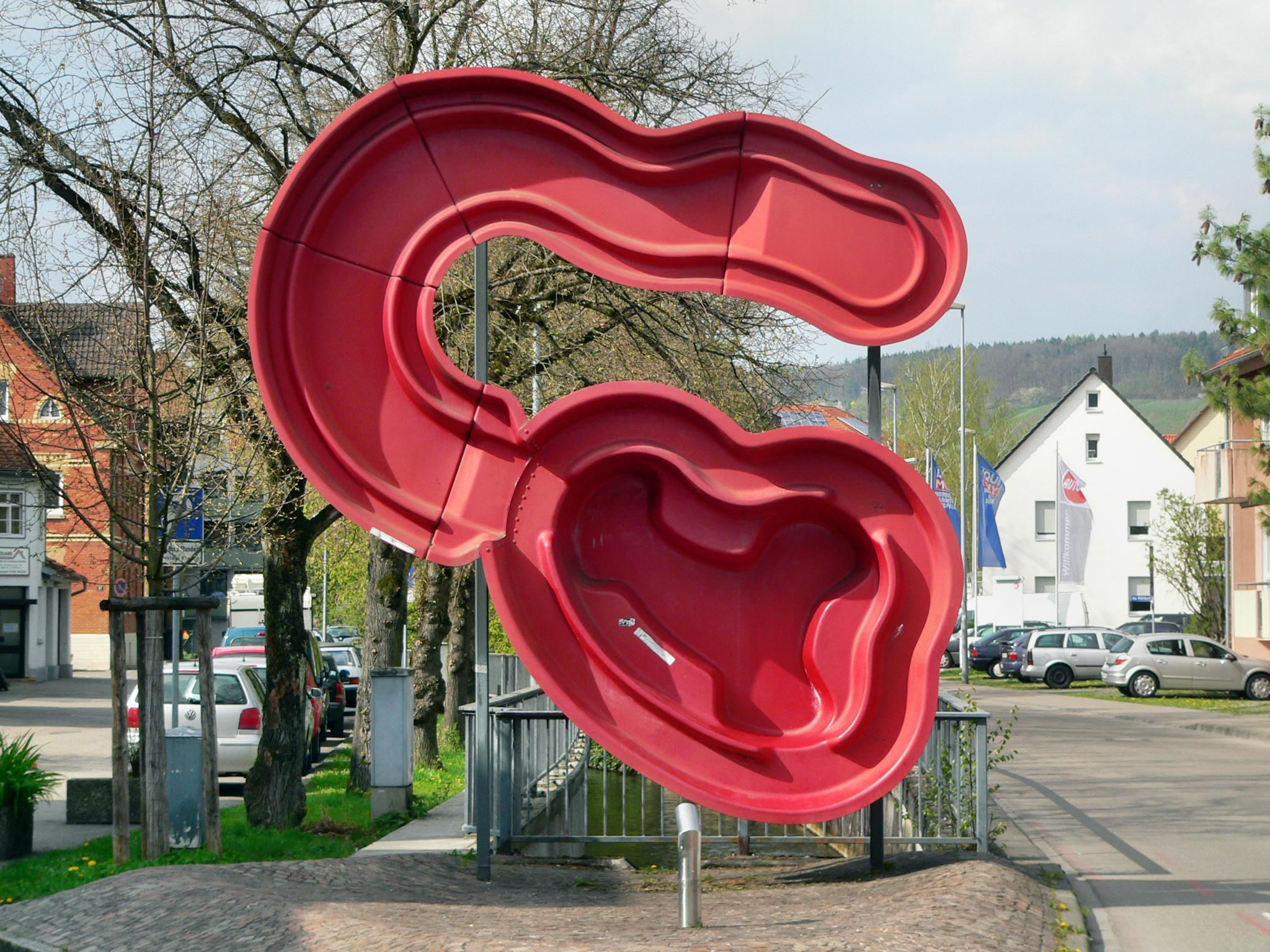
Gekippter Fluss – Natur in Fertigteilen (1997)
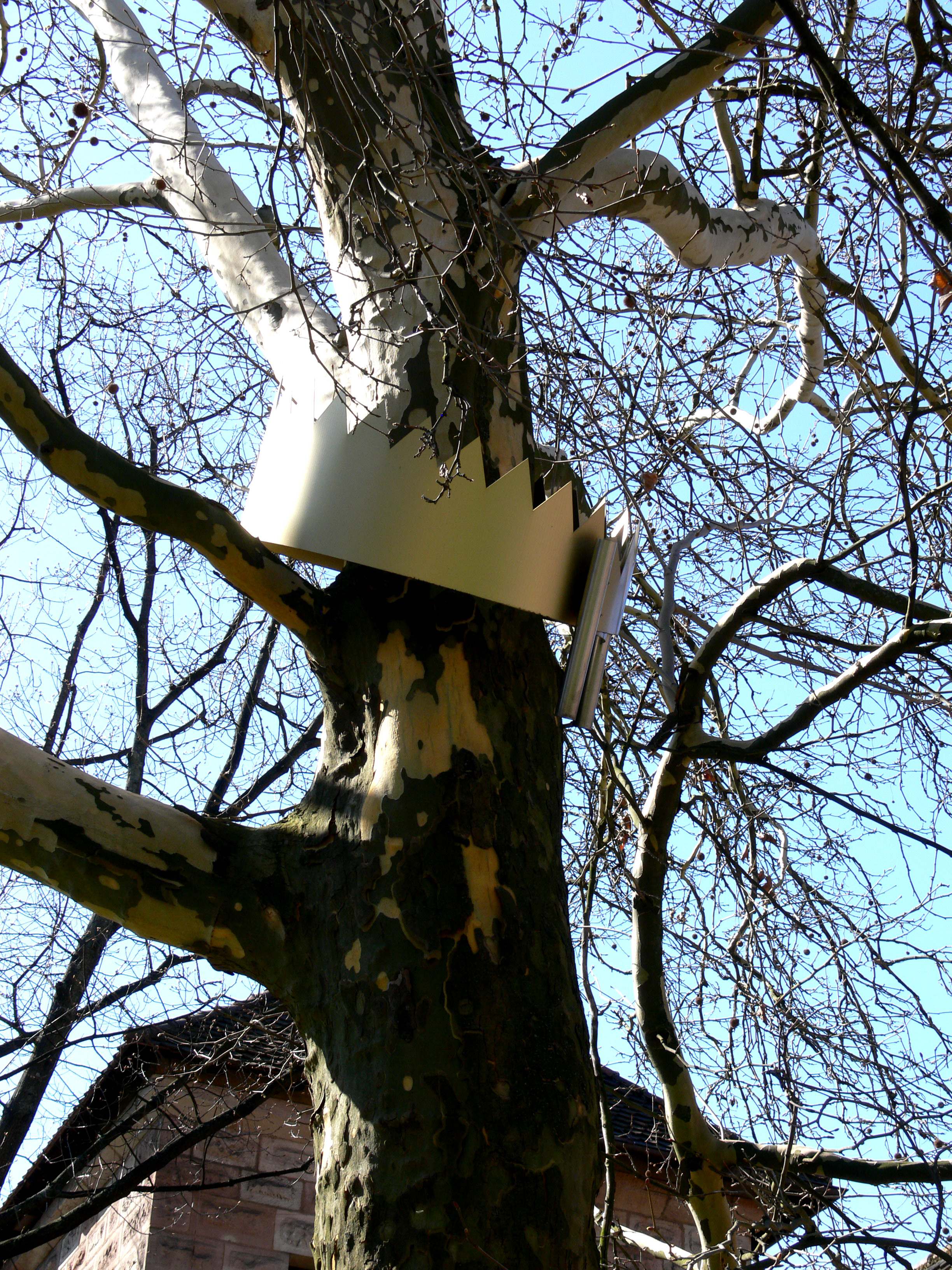
Baum-Krone/Baum-Säge (1990/2005)
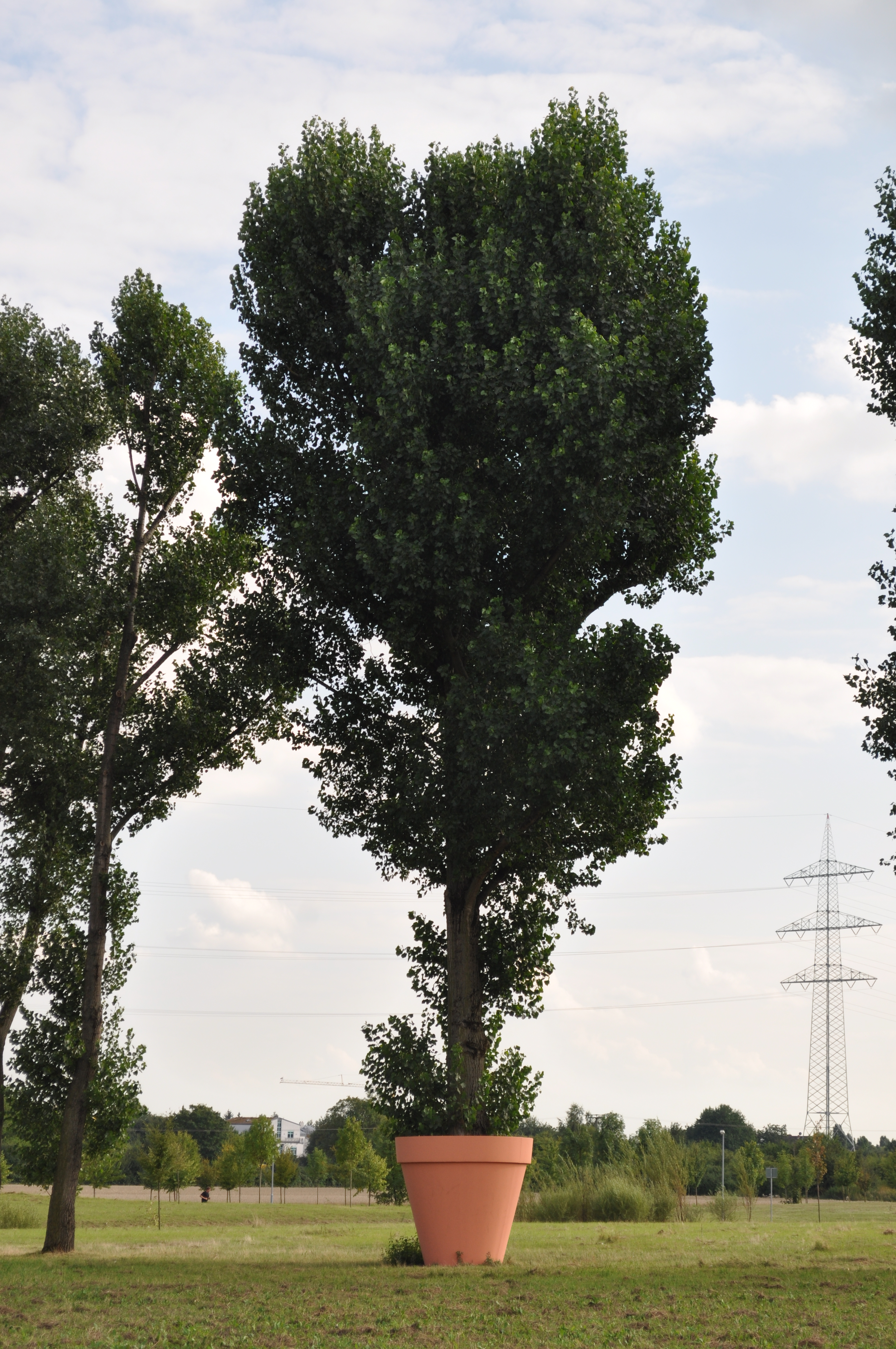
Versatzstück (2009) – Eschborn

## Ulrichs’ Tätowierungen

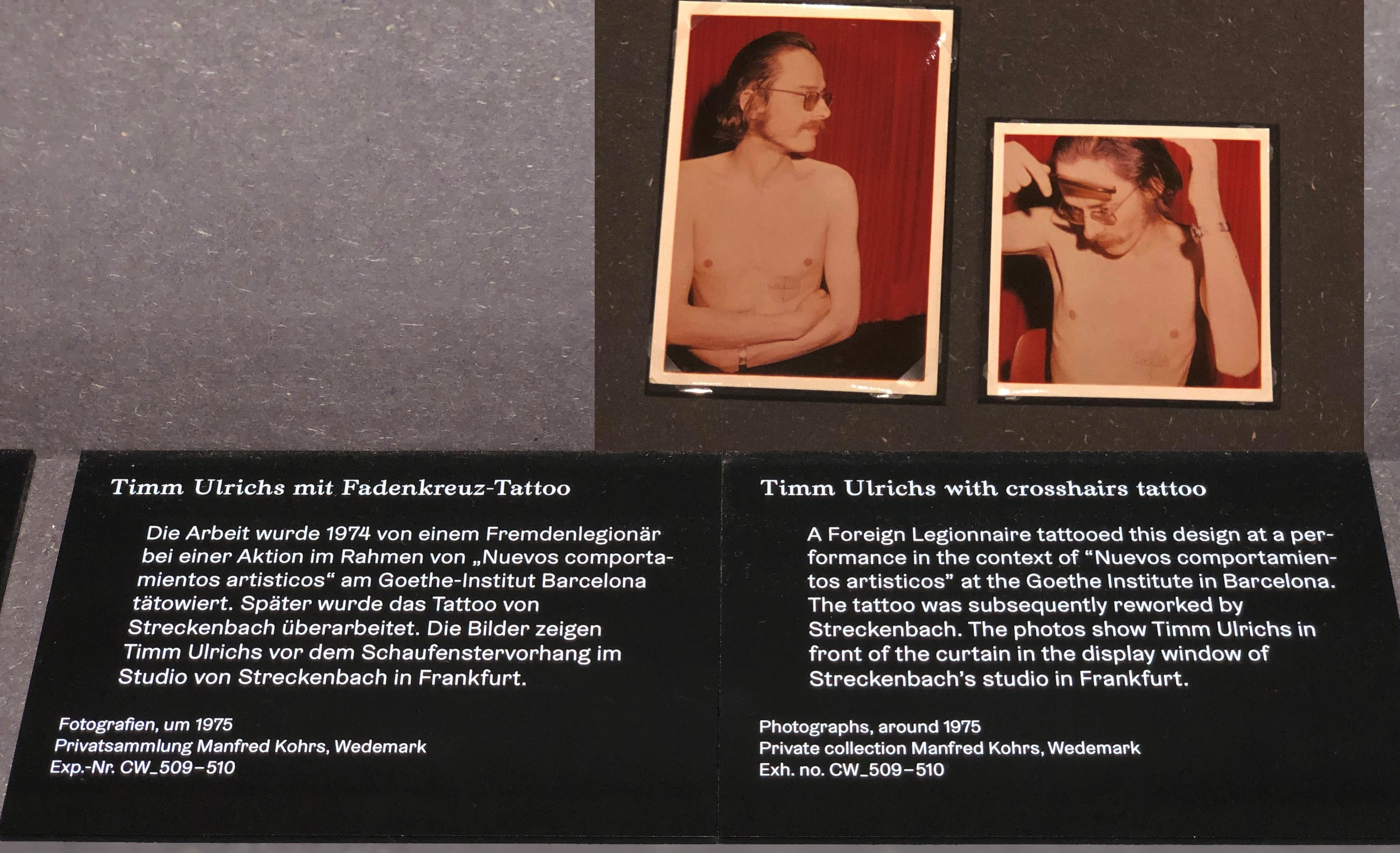
Sonderausstellung Christian Warlich auf St. Pauli im MHG 2019

Im Jahr 1974 lässt Ulrichs sich im Goethe-Institut in Barcelona über dem Herzen eine Zielscheibe tätowieren; er „tätowierte sich zur lebenden Zielscheibe“. Die Tätowierung wurde von Ramón Draper, einem spanischen Fremdenlegionär hand-poked durchgeführt; „mehr gerissen als gestochen“, wie Ulrichs selbst bemerkte. Ulrichs wollte, nach eigenem Bekunden, „mit einem politischen Manifest die Gegner des Franquismus unterstützen.“ Die Idee zu dieser Aktion stammt aus dem Jahr 1971.
Bilder der von Streckenbach nachbearbeiteten Zielscheibentätowierung wurden erstmals im Rahmen der Sonderausstellung Tattoo-Legenden. Christian Warlich auf St. Pauli (2019/20), Abteilung Streckenbach-Kohrs-Ulrichs, im Museum für Hamburgische Geschichte gezeigt.

„tätowierungen interpretieren menschliche haut als schreib- und mal-fläche, als ‚shaped canvas‘, die auf den skelettrahmen des körpers hauteng und hautnah aufgespannt ist. kunst und literatur, so auf den leib geschrieben und ins fleisch geschnitten, sind da tatsächlich fleisch geworden in unmittelbarer, einfleischender ‚inkarnation‘: „das wort ward fleisch“ (joh. 1, 14). ein ‚bild-träger‘, der auf diese weise ein für allemal gezeichnet und gekennzeichnet ist, trägt seine (kunst-)haut allemal bekenntnishafter zu markte als ein normaler kunstsammler, der sich von seinen bildern leicht wieder trennen kann.“

Im Rahmen der Ausstellung „Timm Ulrichs: Tätowier-Bilder“ (12. Januar – 9. März 1975) im Kunstverein Hannover, fand am 26. Januar 1975 eine Tätowier-Aktion statt, auf der Horst Streckenbach, neben sechs weiteren Personen, sein späteres Mentee Manfred Kohrs vor laufender Kamera des NDR tätowierte. Eine Auswahl an Standard-Tätowiermotiven wurde 1975 von der Kestnergesellschaft-Hannover als Siebdruckmappe (limitiert 1-100/100, sign., dat. und nummeriert, 60 × 60 cm), herausgegeben. Am 28. Januar 1975 berichtete der NDR in der Sendung Nordschau-Magazin über das „Happening im Kunstverein Hannover. „Sammy“ aus Frankfurt über seine Kunst und das Tätowieren“.
„Mein Leben wird von der Geburt bis zum Tod ununterbrochen gefilmt“, plante Ulrichs bereits 1961. Auf sein rechtes Augenlid ließ er sich am 16. Mai 1981 ebenfalls von Streckenbach die Worte „The End“ tätowieren – der Abspann für den ultimativ letzten Film. Streckenbach hatte zunächst den Hannoveraner Tätowierer Manfred Kohrs für diese Arbeit vorgesehen. Es kam zwar 1980 zu einem Treffen zwischen Kohrs und Ulrichs, die Ausführung überließ Kohrs dann doch seinem Mentor Streckenbach, der über eine lange Erfahrung mit kosmetischen Tätowierungen im Gesicht verfügte.
Das Ende ins Auge gefasst hat Timm Ulrichs 1970 im Rahmen seiner in Literatur, Aktion, Video und Fotografie ausgeführten Werkgruppe »Filmvorstellungen, vorgestellt« (1961–1971): „Um zu demonstrieren, daß alles, was in mein Blick-Feld fällt oder mir unter die Augen kommt, Film ist, beschrifte ich (mittels Tätowierung) meine Augenlid-Vorhänge (…) mit dem Wort, Ende‘: Schließen sie sich, ist auch mein Augen-Kino beendet. (…)“. Und 1984 schrieb er dazu (verkürzt): „Ist der Augenblick zu guter Letzt gekommen, da man mir die Augen zum ewigen Schlaf zudrückt, erscheint auf dem rechten Lid die Schlußpointe: die letzte Vorstellung einer bühnenreif intendierten Lebensführung und -aufführung.“ Die Arbeit 'The End' gehört zu den bekannteren Werken des Künstlers. Diese Installation umfasst ein Foto des geschlossenen Augenlides samt der Tätowierung, auf Leinwand 150 × 150 cm, sowie einen Videofilm in der Länge von 6 Minuten und 8 Sekunden, der die Aneinanderreihung von 60 »End« Einstellungen und Schlussbildern aus verschiedenen Filmklassikern zeigt und anschließend den am 16. Mai 1981 in Samy´s Tattoo Studio, in Frankfurt am Main, durchgeführten Tätowiervorgang.
Zuletzt ließ er sich am 9. Dezember 2005, durch die Tätowiererin Manuela Langner -Tattoo-Studio sweet Pain Kassel-, an den Unterschenkel den Schriftzug „© by Timm Ulrichs“ tätowieren. Auch über diese Aktion wurde ein Film von fünf Minuten Länge gefertigt.

### Rezensionen
„Selbst wenn er sich – lange vor der Tätowierungsfuror junger Künstler – eine Zielscheibe auf die Brust tätowieren lässt oder die Worte »The End« aufs rechte Augenlid, setzt er stellvertretend ins Bild, was uns alle betrifft. Unser Leben ist fragil und endlich wie das seine, auch wenn es nicht auf unserer Brust und unseren Lidern steht. So gilt: Was immer der Künstler an Selbstrepräsentationen realisiert, es geht uns an wie ihn. Stets gelten seine Kunstaktionen und Ich-Manifestationen der Beschreibung der condition humaine im allgemeinen. Das heißt: Bescheidener als Timm Ulrichs hat sich kein Künstler je dem Genre des Selbstporträts und der Selbstdarstellung verschrieben.“

#### Filmdokumentationen
- 2018: Der Totalkünstler, Dokumentarfilm, Regie: Ralf-Peter Post, Produktion: Olaf Krohn Film- und Videoproduktion[45]

## Trivia

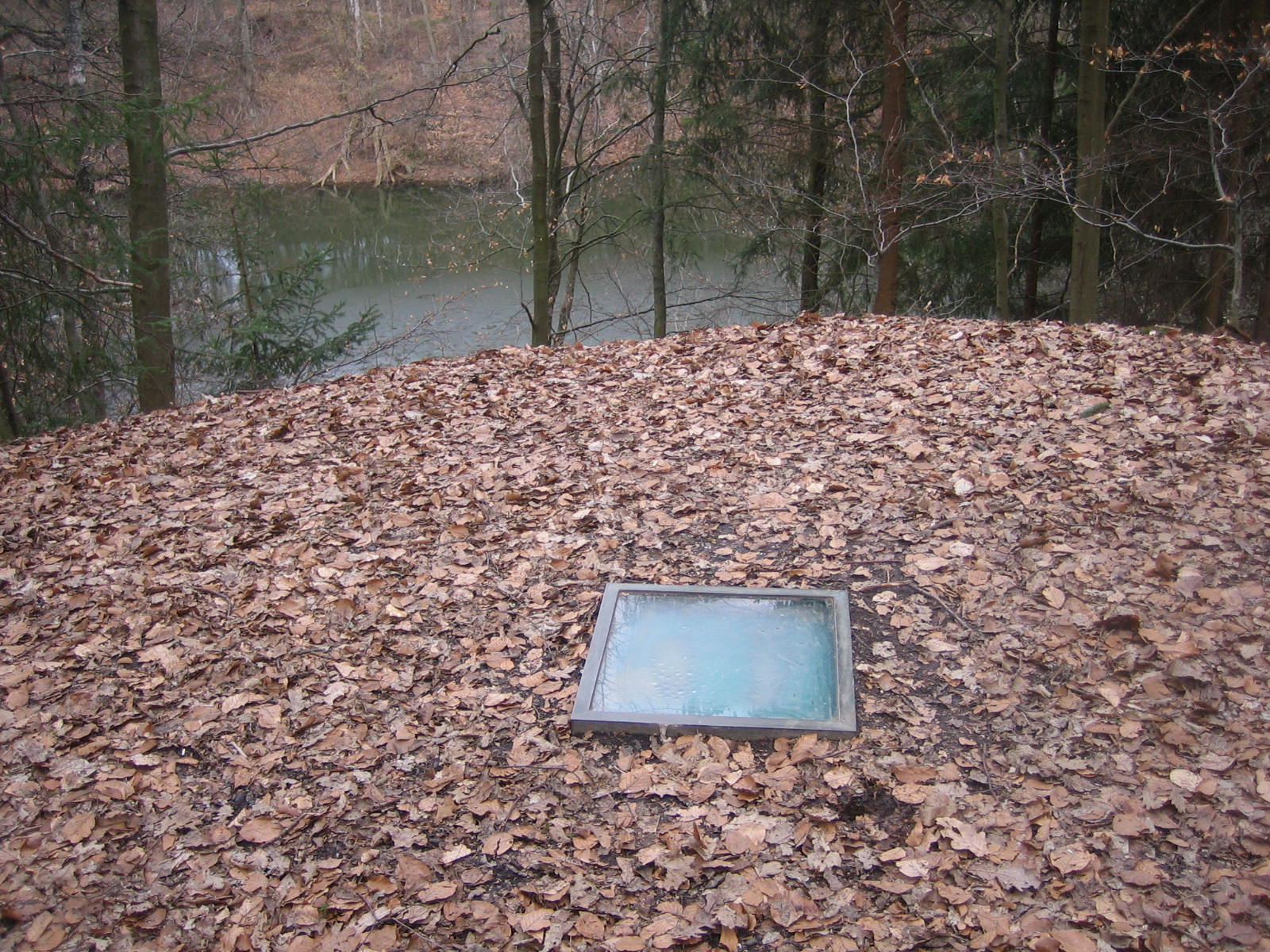
Timm Ulrichs’ Grabanlage in der Kasseler Künstler-Nekropole

Testamentarisch erklärte Timm Ulrichs seine Bereitschaft, sich nach seinem Tod in der Kasseler Künstler-Nekropole bestatten zu lassen. In einem Interview gegenüber Panorama sagte Ulrichs, „Die hatten Angst, dass das Leichengift das Grundwasser trübt. Deshalb wird es uns da nur eingeäschert geben.“
„Ulrichs selbst kokettiert damit, dass andere Künstler seiner Generation berühmt und reich wurden, während er leider nicht über die „zweite Liga“ hinausgekommen sei.“

## Ausstellungen

### Einzelausstellungen (Auswahl)

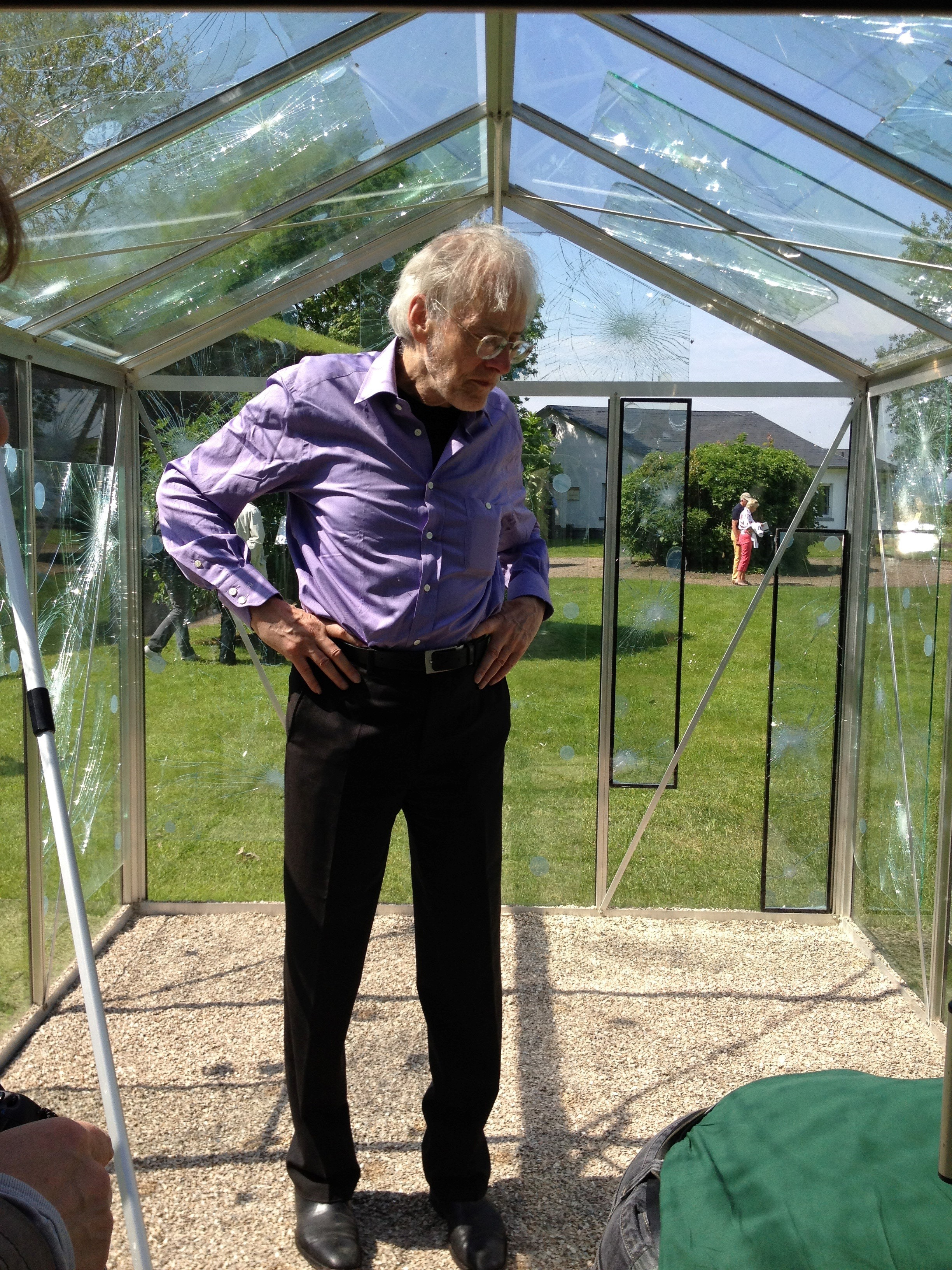
Timm Ulrichs beim Aufbau der Freiluft-Ausstellung Im Glashaus 2013

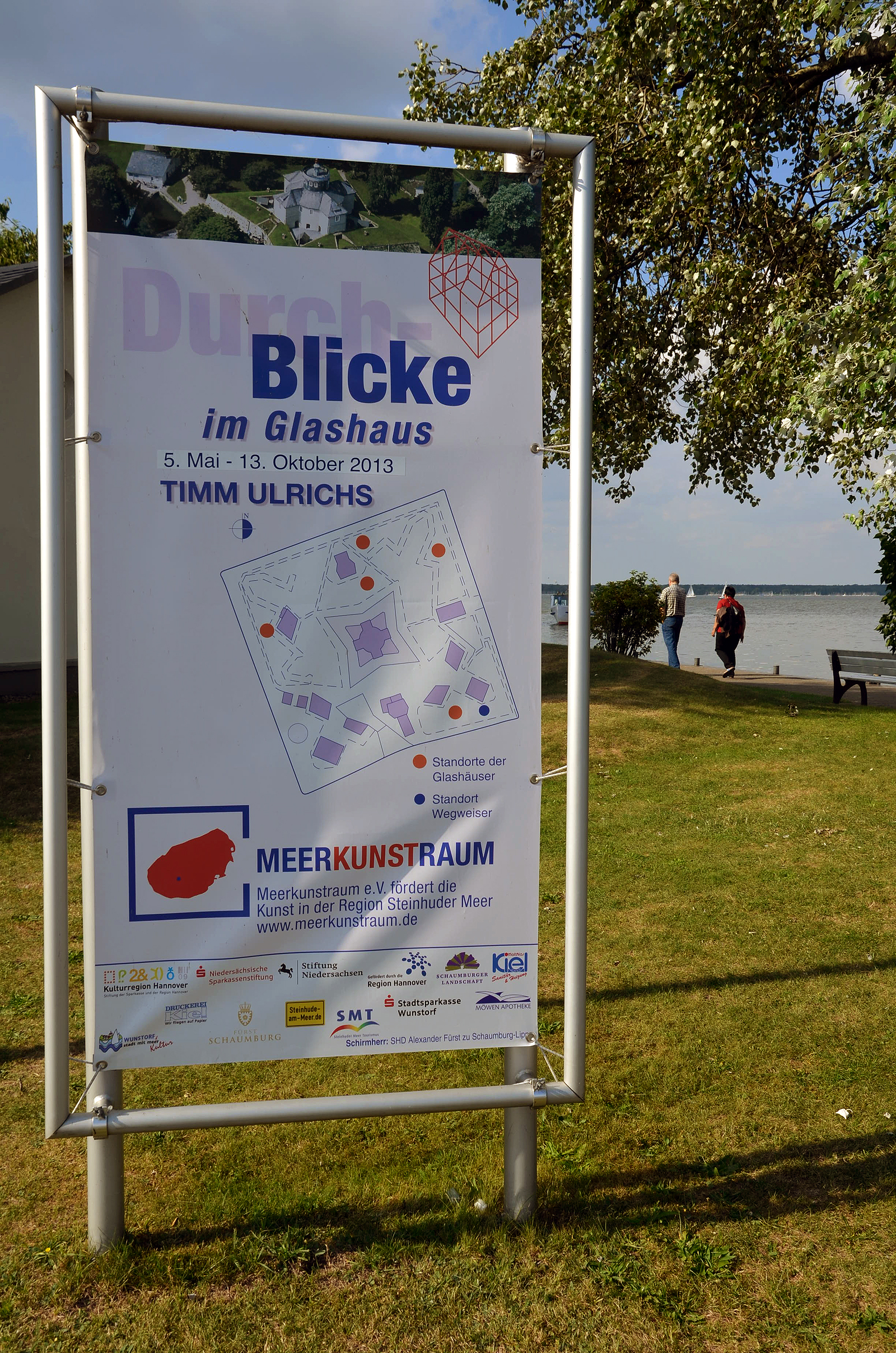
Freiluft-Ausstellung Im Glashaus bis 13. Oktober 2013 auf der Insel Wilhelmstein

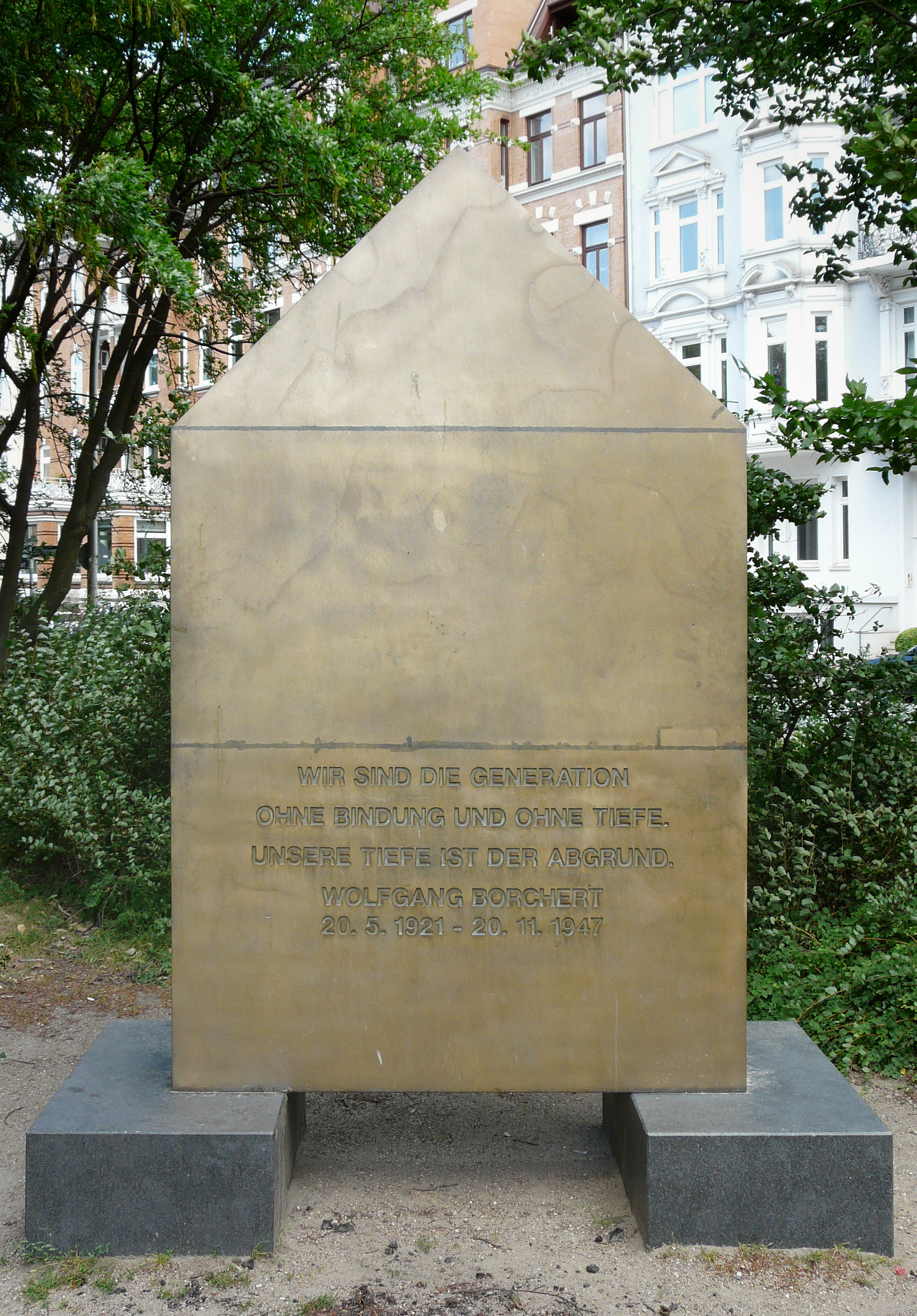
Gedenkstein für Wolfgang Borchert an der Außenalster in Hamburg-Uhlenhorst mit einem Text aus Borcherts Generation ohne Abschied

- 1966 Das erste lebende Kunstwerk, Galerie Patio, Frankfurt
- 1970 Galerie Nächst St. Stephan, Wien
- Totalkunst, Museum Haus Lange, Krefeld
- 1975 Timm Ulrichs: Tätowier-Bilder, aus: Mappenwerk internationale Standardmotive aus Muster- und Vorlagebüchern der Tätowierer, Kunstverein Hannover
- 1975 Kunstverein Braunschweig
- Karl-Ernst-Osthaus-Museum, Hagen
- Kunstverein Heidelberg
- 1984 Totalkunst, Wilhelm-Hack-Museum, Ludwigshafen
- 1991 Kunsthalle Recklinghausen
- 1994 Museum Ludwig, Budapest
- 1998 Centrum Beeldende Kunsten, Guy Bleus' E-Mail-Art Archives, Hasselt, Belgien[49]
- 2000 Von Natur aus Kunst, Das Haus des Erlkönigs, Kunstverein Bad Salzdetfurth, Bodenburg
- 2002 Die Druckgrafik, Sprengel Museum, Hannover
- 2002/03 Art Studio 1, Deinste[50]
- 2010 Den Blitz auf sich lenken, Galerie Wentrup, Berlin[51]
- 2010 „Timm Ulrichs. Blick zurück nach vorn“ Museum Ritter, Waldenbuch
- 2010/2011 Betreten der Ausstellung verboten! Timm Ulrichs. Werke von 1960 bis 2010, Sprengel Museum Hannover und Kunstverein Hannover
- 2012 Durch-Blicke. Motto: Wer im Glashaus sitzt…; Steinhude, Insel Wilhelmstein[52]
- 2012 Bilder-Finder – Bild-Erfinder, Museum für Konkrete Kunst Ingolstadt
- 2013: Im Glashaus auf der Insel Wilhelmstein im Steinhuder Meer[53]
- 2015: Bei Licht besehen, LVM Versicherung Münster / Kulturfläche im Kristall
- 2017 Vorsicht, Glas! Kunstraum München[54]
- 2020: Weiter im Text, Akademie der Künste, Berlin
- 2020: Ich, Gott und die Welt, Haus am Lützowplatz, Berlin
- 2023: Timm Ulrichs. Nichts als Theater, Kunstmuseum Ahlen, Ahlen (Westfalen)
- 2025: Timm Ulrichs. Weiße Flecken – Blinde Flecken. Video-Installationen, Kunstverein Wolfenbüttel[55]
- 2025: Timm Ulrichs. Kanaldeckel, Kunsthaus Göttingen[56]

### Gruppenausstellungen (Auswahl)

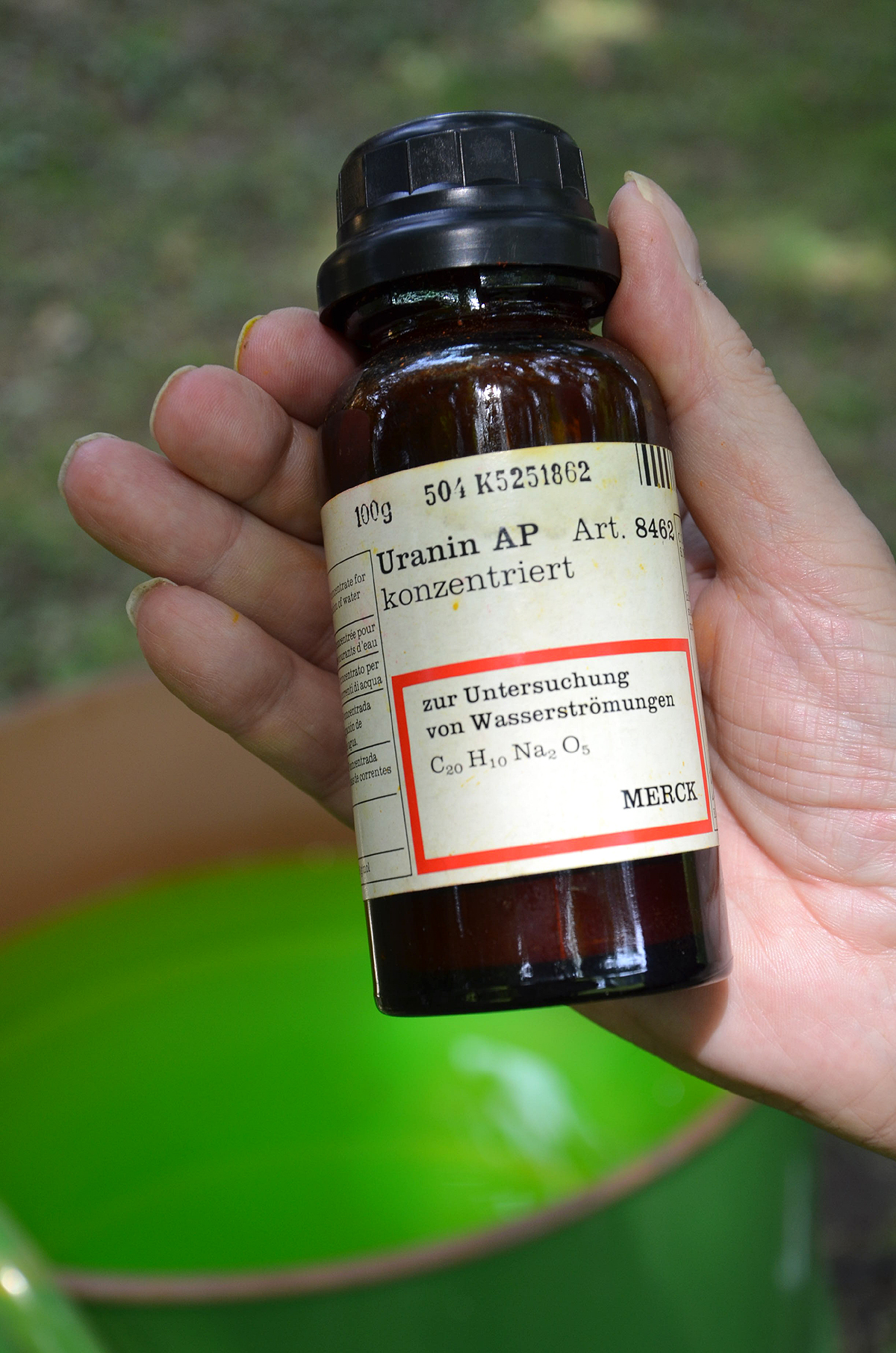
Der Künstler erläutert Uranin für die Gruppenausstellung WasserKunst: Zwischen Deich und Teich im Park vom Edelhof Ricklingen

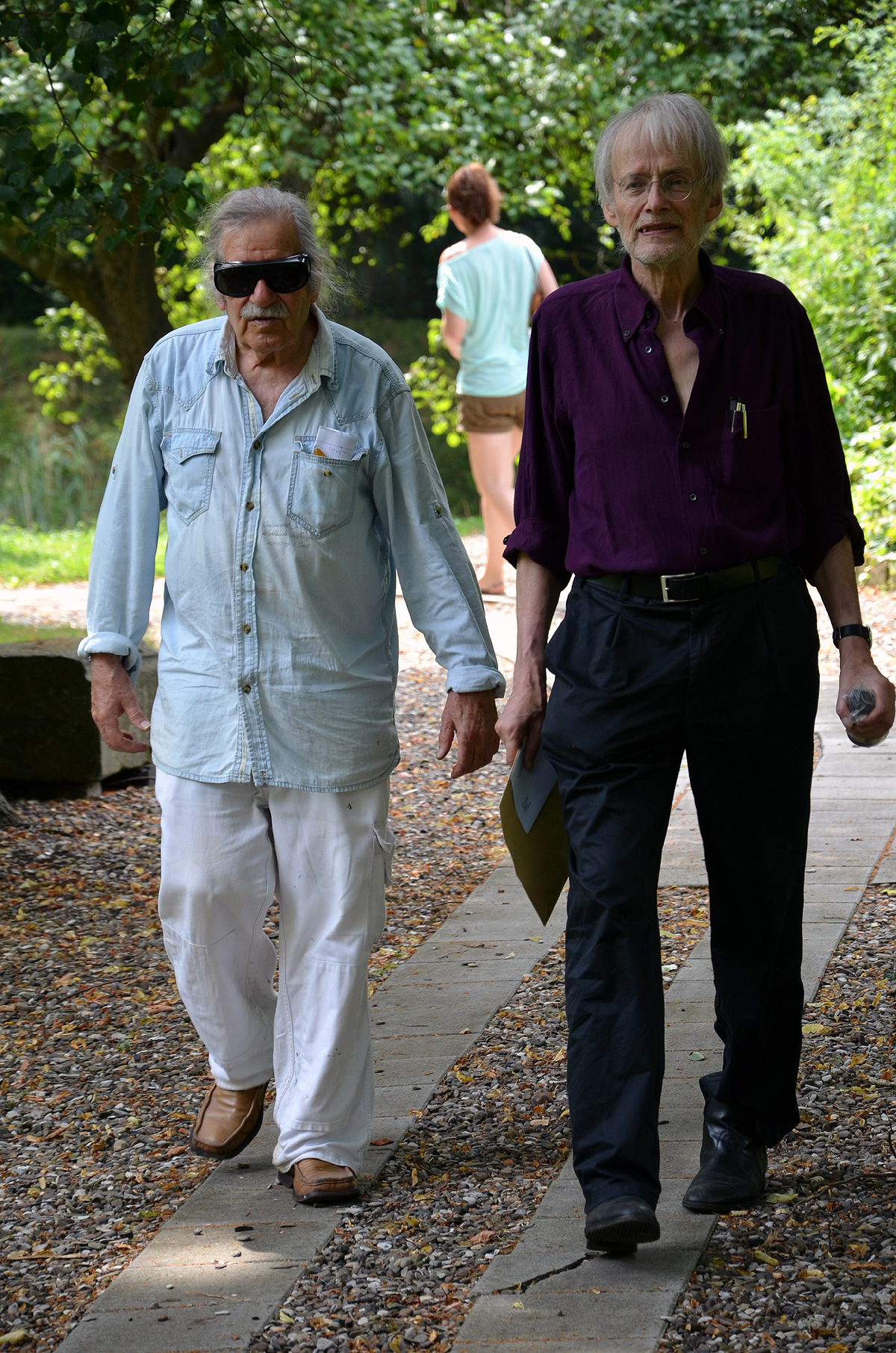
Besprechung mit Siegfried Neuenhausen für die Gemeinschaftsausstellung WasserKunst: Zwischen Deich und Teich

- 1969 Wilhelm-Morgner-Preis für experimentelle Kunst 1969, Soest
- 1969 Barlissiade 69, Barlissen
- 1969 Konzeption – Conception, Städtisches Museum Leverkusen
- 1970 Jetzt. Künste in Deutschland heute, Kunsthalle Köln
- Konkrete Poesie. Visuelle Texte, Stedelijk Museum, Amsterdam
- 1970 Konzepte einer neuen Kunst, Städtisches Museum Göttingen
- 1974 Projekt 74. Aspekte internationaler Kunst am Anfang der 70er Jahre, Kunsthalle Köln
- 1977 documenta 6, Kassel
- 1978 Städtische Kunsthalle Düsseldorf
- Stedelijk Van Abbemuseum, Eindhoven
- Art: – Museum des Geldes, Centre Pompidou, Paris
- 1982 Momentbild. Künstlerphotographie, Kestner-Gesellschaft, Hannover
- 1985 1945 – 1985. Kunst in der Bundesrepublik Deutschland, Neue Nationalgalerie, Berlin
- 1987 Inside – Outside, Museum van Hedendaagse Kunst, Antwerpen
- Animal Art (»steirischer herbst«), Palais Attems, Graz
- 1990 Blau – Farbe der Ferne, Kunstverein, Heidelberg
- bis jetzt… Plastik im Außenraum der Bundesrepublik, Georgengarten, Hannover
- Ernte, Kunstverein Ganderkesee
- 1991 Außenraum – Innenstadt, Sprengel Museum, Hannover
- 1992 Zufall als Prinzip, Wilhelm-Hack-Museum, Ludwigshafen a. Rh.
- 1993 Poésure et Peintrie, Centre de la Vieille Charité, Marseille
- Différentes Natures, Art Défense, Paris
- 1998 Europa, besteige den Stier!, Kunstverein Bad Salzdetfurth, Bodenburg
- 2000 ARCHE, Kunstverein Bad Salzdetfurth, Bodenburg
- 1999 D as XX. Jahrhundert. Die Lesbarkeit der Kunst, Kunstbibliothek Berlin
- 2002 Iconoclash, ZKM Zentrum für Kunst und Medientechnologie[57]
- 2003 Wie ein Fisch im Wasser, Kunstverein Bad Salzdetfurth, Bodenburg
- 2004 Bocca della verità, Kunstverein Bad Salzdetfurth, Bodenburg, Karlsruhe[58]
- 2005 Les Grands Spectacles. 120 Jahre Kunst und Massenkultur, Museum der Moderne, Salzburg
- Die obere Hälfte. Die Büste seit Auguste Rodin, Städtische Museen Heilbronn
- Superstars. Von Warhol bis Madonna, Kunsthalle und BA-CA Kunstforum, Wien
- 2006 Diagnose Kunst. Die Medizin im Spiegel der zeitgenössischen Kunst, Kunst-Museum Ahlen, Museum im Kulturspeicher, Würzburg
- A noir, E blanc, I rouge, U vert, O bleu…Farben, Kunstmuseum Kloster Unser Lieben Frauen, Magdeburg
- 2007 Große Kunstausstellung, Haus der Kunst, München
- 2007 Skulpturenlandschaft Osnabrück[59]
- 2008 Babylon. Mythos und Wahrheit, Pergamonmuseum, Berlin
- 2010 Hortus Medicus, Kunstverein Bad Salzdetfurth, Bodenburg
- 2010 Der Westen leuchtet, Kunstmuseum Bonn[60]
- Nude visions-150 Jahre Körperbilder in der, Fotografie, Museum für Kunst und Gewerbe, Hamburg
- Bense und die Künste, ZKM, Karlsruhe[61]
- Das Fundament der Kunst, Städtische Museen Heilbronn
- It's a kind of magic, Weserburg Museum für Moderne Kunst
- 2011 … aus einem Lager, Christiane Möbus und Timm Ulrichs, Museum DKM, Duisburg
- 2013: WasserKunst: Zwischen Deich und Teich, Parkanlage Rittergut Edelhof Ricklingen[53]
- 2015: Skin Stories, kunst galerie fürth; u. a. mit, Wim Delvoye[62]
- 2017: No Secrets! – Bilder der Überwachung, Sammlung Fotografie im Stadtmuseum München, u. a. mit Paolo Cirio, Franz Wanner, Luca Pancrazzi, Jenny Rova
- 2018 PAUSE (prelude), Haus der Kunst, München[63]
- 2019 The Big Sleep, Haus der Kunst, München[64]

## Auszeichnungen
- 1968: Förderpreis für Literatur des Niedersächsischen Kunstpreises
- 1977: Deutscher Kritikerpreis für den Bereich Bildende Kunst
- 1980: Kunstpreis der Stadt Nordhorn
- 1983: Kunstpreis der Nord/LB Hannover
- 1985: Karl Ernst Osthaus-Preis der Stadt Hagen
- 1985: Defet-Preis des Deutschen Künstlerbundes[65]
- 1985: Will-Grohmann-Preis der Akademie der Künste Berlin
- 1988: Kunstpreis der Stadtsparkasse Hannover im Kunstverein Hannover
- 1988: Konrad-von-Soest-Preis des Landschaftsverbandes Westfalen-Lippe
- 1991: Preis der Heitland Foundation Celle
- 1998: Niedersächsischer Kunstpreis
- 1999: Kunstpreis der Künstler der Großen Kunstausstellung NRW Düsseldorf
- 2001: Niedersachsenpreis
- 2003: Kunstpreis 2002 der SPD-Fraktion im Niedersächsischen Landtag
- 2006: Kunstpreis der Stadt Sinsheim
- 2009: mfi Preis für Kunst am Bau für sein Projekt Versunkenes Dorf, ein Kunst-am-Bau-Werk in Zusammenhang mit der Allianz Arena in München[66]
- 2020: Käthe-Kollwitz-Preis[67]
- 2023: Großes Verdienstkreuz des Niedersächsischen Verdienstordens[68]

### Ausstellungskataloge

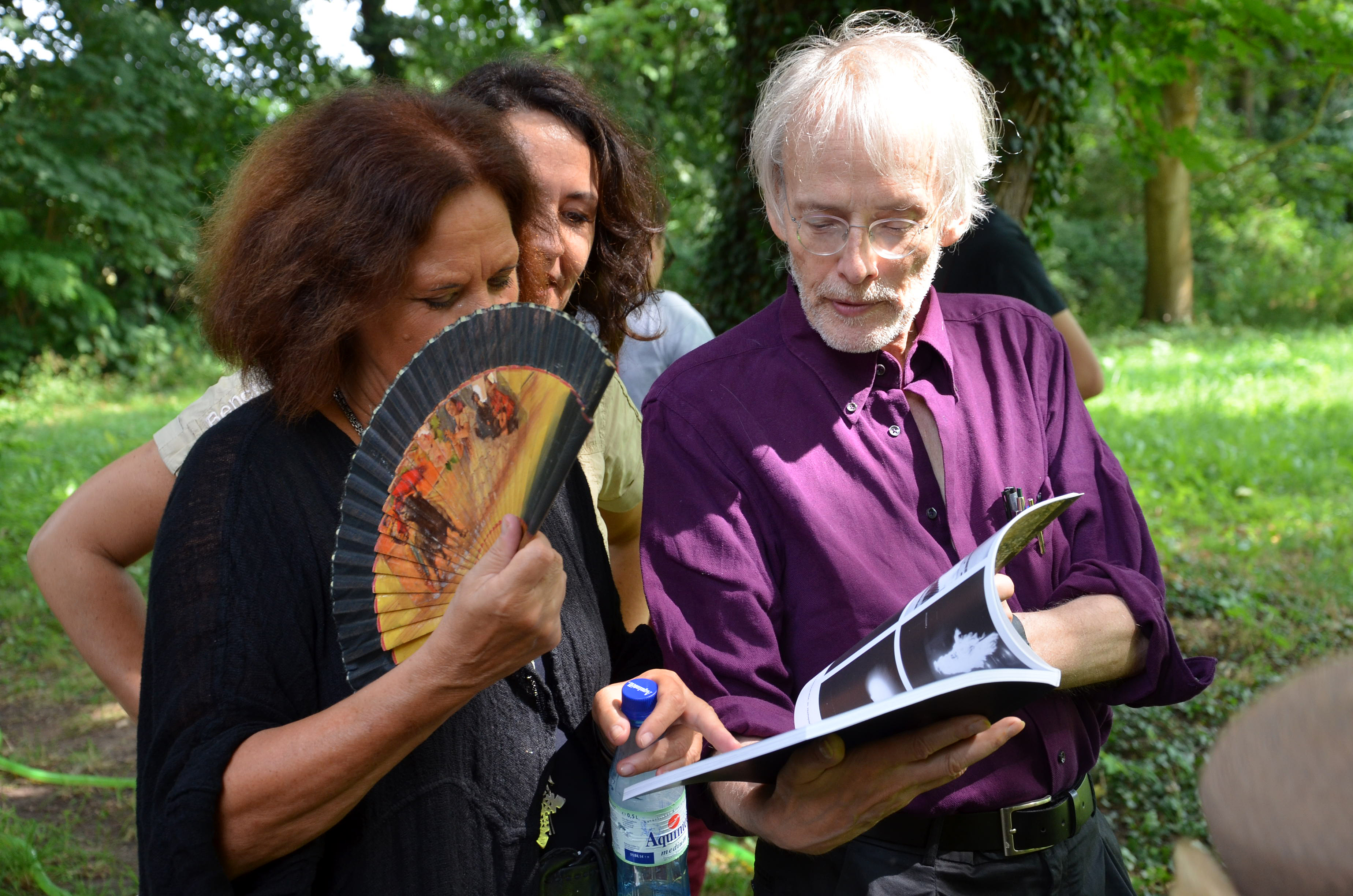
Blick mit der Kuratorin Dagmar Brand und der Künstlerin Susanne Hoffmann in einen Ausstellungskatalog

- Timm Ulrichs: Timm Ulrichs, Retrospektive. Kunstverein Braunschweig, Braunschweig 1975.
- Timm Ulrichs: Kunstpreis Nordhorn. Städtische Galerie Nordhorn (Hrsg.), 1980.
- Timm Ulrichs: Totalkunst. Städtische Galerie Lüdenscheid, Lüdenscheid 1980.
- Timm Ulrichs: Wilhelm-Hack-Museum, Ludwigshafen am Rhein 1984.
- Timm Ulrichs: Landschaftsepiphanien. Kunsthalle Recklinghausen 1991.
- Timm Ulrichs: Unterwegs. Deutsches Kulturinstitut Madrid 1991.
- Timm Ulrichs: Timm Ulrichs macht mobil. Modo, Galerie blau, Freiburg/Brsg. 1992.
- Skulpturenmuseum Glaskasten Marl: Bestandskatalog 1992/93, S. 128
- Timm Ulrichs: Städtische Galerie, Iserlohn 1993.
- Timm Ulrichs: Parcours. Kunstverein Cuxhaven / Kunsthalle Recklinghausen 1993.
- Timm Ulrichs: Der Detektorische Blick. Neue Gesellschaft für Bildende Kunst, Berlin 1997.
- Timm Ulrichs: Dem Betrachter den Rücken zukehrend. Siegerlandmuseum, Siegen 1994.
- Timm Ulrichs: Gehäuse für Denkmäler und Brunnen. Modo-Verlag, Freiburg/Brsg. 2000.
- Timm Ulrichs: Die Druckgrafik. Sprengel Museum Hannover, Hannover 2002, ISBN 3-89169-183-1.
- Timm Ulrichs / Ferdinand Ullrich: Wer war das!. Ein Bestimmungsbuch der Klasse Timm Ulrichs an der Kunstakademie Münster 1972 bis 2005. Kunsthalle Recklinghausen und Kunstverein Ingolstadt 2005.
- Timm Ulrichs: „Blick zurück nach vorn“, Hrsg. vom Museum Ritter/Gerda Ridler, Heidelberg 2010, ISBN 978-3-88423-347-4.
- Timm Ulrichs: Betreten der Ausstellung verboten, Hrsg. vom Kunstverein Hannover und Sprengelmuseum Hannover, 2010, (deutsch/englisch), ISBN 978-3-7757-2794-5.
- Timm Ulrichs: Bilder-Finder – Bild-Erfinder. Museum für Konkrete Kunst Ingolstadt, Bielefeld 2013, ISBN 978-3-86678-799-5.
- Timm Ulrichs: Des großen Erfolges wegen. Hrsg. von Bettina von Dziembowski, Hans Hochfeld, Gudula Mayr, Sven Nommensen, Verlag Seltmann+Söhne, Berlin 2018, ISBN 978-3-946688-49-5.
- Timm Ulrichs: ICH, GOTT & DIE WELT. 100 Tage – 100 Werke – 100 Autoren. Haus am Lützowplatz Berlin, herausgegeben von Matthias Reichelt, Verlag für moderne Kunst, Wien 2020. ISBN 978-3-903320-69-7.